# José Castillo Pérez
José Castillo Pérez (* 2. Dezember 2001 in Mexiko-Stadt) ist ein mexikanischer Fußballspieler auf der Position eines Verteidigers.

## Leben
Castillo wurde im Nachwuchsbereich des CF Pachuca ausgebildet, bei dem er Ende 2021 auch seinen ersten Profivertrag erhielt. Zwei Jahre später wechselte er zum Club Deportivo Guadalajara, bei dem er seit Beginn des Jahres 2024 unter Vertrag steht.
Seinen ersten Einsatz in der höchsten mexikanischen Spielklasse hatte Castillo  am 16. Oktober 2021 für den CF Pachuca in einem Heimspiel gegen Santos Laguna (1:1), als er sieben Minuten vor Spielende eingewechselt wurde. Seinen ersten Treffer in der Liga MX erzielte Castillo am 22. Januar 2023 in einem Heimspiel gegen den FC Juárez (4:1), als er in der 76. Minute das Tor zum zwischenzeitlichen 3:1 erzielte.